# Vytautas Bogušis
Vytautas Bogušis (*  2. Januar 1959 in Puvočiai, Rajongemeinde Varėna) ist ein litauischer Dissident und Politiker.

## Leben
1976 wurde er aus der Mittelschule wegen seiner religiösen und politischen Ansichten entfernt. Von 1977 bis 1979 leistete er den Sowjetarmeedienst. Von 1983 bis 1991 arbeitete er im Jugendtheater Vilnius als Ingenieur.
Von 1979 bis 1988 war er Mitglied der antisowjetischen Organisation Lietuvos laisvės lyga, ab 1980 Mitglied der litauischen Helsinki-Gruppe. Ab 1989 war er Mitglied der Partei Lietuvos krikščionys demokratai, von 2000 bis 2003 leitete er die Partei Modernieji krikščionys demokratai, und ab 2003 war er stellvertretender Vorsitzender von Liberalų ir centro sąjunga (LiCS).
Von 1990 bis 1995 und von 2003 bis 2004 war er Mitglied im Stadtrat von Vilnius, von 1990 bis 1992 stellv. Ratsvorsitzender, von 1992 bis 2000 und von 2004 bis 2012 Mitglied im Seimas.